# Andrew Dosunmu
Pour les articles homonymes, voir Dosunmu (homonymie).
 (mai 2024).
La mise en forme du texte ne suit pas les recommandations de Wikipédia : il faut le « wikifier ».
Les points d'amélioration suivants sont les cas les plus fréquents. Le détail des points à revoir est peut-être précisé sur la page de discussion.
- Les titres sont pré-formatés par le logiciel. Ils ne sont ni en capitales, ni en gras.
- Le texte ne doit pas être écrit en capitales (les noms de famille non plus), ni en gras, ni en italique, ni en « petit »…
- Le gras n'est utilisé que pour surligner le titre de l'article dans l'introduction, une seule fois.
- L'italique est rarement utilisé : mots en langue étrangère, titres d'œuvres, noms de bateaux, etc.
- Les citations ne sont pas en italique mais en corps de texte normal. Elles sont entourées par des guillemets français : « et ».
- Les listes à puces sont à éviter, des paragraphes rédigés étant largement préférés. Les tableaux sont à réserver à la présentation de données structurées (résultats, etc.).
- Les appels de note de bas de page (petits chiffres en exposant, introduits par l'outil «  Source ») sont à placer entre la fin de phrase et le point final[comme ça].
- Les liens internes (vers d'autres articles de Wikipédia) sont à choisir avec parcimonie. Créez des liens vers des articles approfondissant le sujet. Les termes génériques sans rapport avec le sujet sont à éviter, ainsi que les répétitions de liens vers un même terme.
- Les liens externes sont à placer uniquement dans une section « Liens externes », à la fin de l'article. Ces liens sont à choisir avec parcimonie suivant les règles définies. Si un lien sert de source à l'article, son insertion dans le texte est à faire par les notes de bas de page.
- La présentation des références doit suivre les conventions bibliographiques. Il est recommandé d'utiliser les modèles {{Ouvrage}}, {{Chapitre}}, {{Article}}, {{Lien web}} et/ou {{Bibliographie}}. Le mode d'édition visuel peut mettre en forme automatiquement les références.
- Insérer une infobox (cadre d'informations à droite) n'est pas obligatoire pour parachever la mise en page.

Pour une aide détaillée, merci de consulter Aide:Wikification.
Si vous pensez que ces points ont été résolus, vous pouvez retirer ce bandeau et améliorer la mise en forme d'un autre article.
Andrew Dosunmu est un photographe et cinéaste nigérian.
Il a acquis une notoriété aux États-Unis en réalisant des vidéoclips pour de nombreux artistes, tels qu'Isaac Hayes, Angie Stone, Common, Tracy Chapman, Wyclef Jean, Kelis, Aaron Neville, Talib Kweli et Maxwell.
Il réalise le film dramatique Restless City en 2011, qui a été présenté en première au Sundance Film Festival 2011. Son film suivant, Mother of George (2013), a également fait ses débuts à Sundance et a été sélectionné pour la soirée de clôture du Maryland Film Festival en 2013. Andrew Dosunmu partage son temps entre New York et Lagos, au Nigeria.

## Carrière

### La photographie
Dosunmu commence sa carrière en tant qu'assistant de création à la maison de couture Yves Saint Laurent . Il devient ensuite le directeur créatif réalisant les couvertures d'albums pour des artistes tels que Erykah Badu et Public Enemy, ainsi que photographe de mode, avec ses œuvres publiées dans divers magazines internationaux. En 2007, il a eu l'honneur d'être invité à s'exprimer à la conférence TED Global.
Dosunmu réalise et photographie de nombreuses publicités imprimées et télévisées pour des sociétés telles que AT&T, General Motors, Levi's, Giordano Jeans, Kenneth Cole, ainsi que des émissions comme Buddy System pour ABC, My Kind of Town pour AMES, et Soul Food pour Showtime. Les photographies de son documentaire The African Game ont été publiées dans un livre de powerHouse Books. Il a récemment été sélectionné pour participer à l'exposition de photographie Snap Judgments: New Positions in Contemporary Photography au Centre international de la photographie,. Il a également contribué à des publications comme Vibe, Clam, Fader, Face, Paper, Interview, iD, Vogue Hommes – France et Italie, Complex et Ebony.

### Direction
Dosunmu a fait ses débuts en tant que réalisateur avec un clip pour Isaac Hayes en 1996. Il réalise ensuite des vidéoclips pour de nombreux autres artistes, dont Angie Stone, Common, Wyclef Jean, Kelis, Aaron Neville, Maxwell, Tracy Chapman et Talib Kweli. Son documentaire de 1999 « Hot Irons », remporte le prix du meilleur documentaire au FESPACO. Dosunmu a réalisé des épisodes d'une série télévisée sud-africaine largement acclamée , Yizo, Yizo, qui dramatise les débats politiques autour de l'éducation dans un lycée de Johannesburg dans l'Afrique du Sud post- apartheid.
En 2010, en préparation de la toute première Coupe du monde de football en Afrique, Dosunmu a produit un autre documentaire, The African Game, qu' il explore le football sur le continent et ses relations avec la culture africaine dans toute sa diversité. Sa transition vers les longs métrages s'est fait en 2011 avec le film Restless City, qui a été présenté en première au Sundance Film Festival avec des critiques généralement positives.

## Filmographie
| Année | Titre           | Rôle                   | Genre              | Prix                                                      |
| ----- | --------------- | ---------------------- | ------------------ | --------------------------------------------------------- |
| 1999  | Fers chauds     | Directeur              | Documentaire       | Meilleur documentaire FESPACO et Prix Reel                |
| 2004  | Yizo Yizo       | Directeur              | Séries TV          |                                                           |
| 2010  | Le jeu africain | Réalisateur/producteur | Documentaire/sport |                                                           |
| 2011  | Ville agitée    | Directeur              | Théâtre/musique    |                                                           |
| 2013  | Mère de Georges | Directeur              | Drame              | Sélection de la soirée de clôture, Maryland Film Festival |
| 2017  | Où est Kyra ?   | Réalisateur/Scénariste | Drame              |                                                           |
| 2022  | Beauté          | Directeur              | Drame, romance     |                                                           |
| 2023  | Cirque Maxime   | Réalisateur "Hyène"    | Musique            |                                                           |